# Oligia aethiops-lutescens
Oligia aethiops-lutescens är en fjärilsart som beskrevs av Heydemann 1942. Oligia aethiops-lutescens ingår i släktet Oligia och familjen nattflyn. Inga underarter finns listade i Catalogue of Life.